# Ragnhild
Ragnhild de Telje (né au XIe siècle morte en 1117) est une sainte locale dont le culte est attestée dans la Suède médiévale et dont le nom est associé avec l'église de Södertälje dans la province du Södermanland dans le diocèse de Strängnäs. Selon la tradition elle serait reine de Suède, première épouse du roi Inge II de Suède et morte en 1117.

## Biographie
Ragnhild serait la première épouse du roi Inge II de Suède. En 1110 elle effectue un pèlerinage à Jérusalem et serait morte sur le chemin du retour. Elle est inhumée à Tälje ou Södertälje en 1117 ; elle est proclamée sainte et devient la patronne de la cité.
Ragnhild est réputée avoir fondé l'église de Södertälje et y avoir été inhumée. Si elle est un personnage historique elle vécut probablement à la fin du XIe siècle ou au début du siècle suivant, mais aucune source ne la mentionne avant le XVe siècle. Une épitaphe dans l'église datant probablement de cette époque a été ensuite recopiée à la fin du XVIIe siècle par un « Antiquaire » nommé Elias Palmskiöld. Dans diverses sources littéraires du XVe siècle, elle est désignée comme une reine, fille d'un certain Halsten il n'est pas indiqué qu'il s'agisse du roi Halsten Stenkilsson et comme reine et épouse d' Inge l'Ancien ou Inge le Jeune si pour des raisons généalogiques et chronologique elle n'a pas été la fille du roi Halsten. Une peinture murale du XVe siècle représentant Ragnhild a été découverte dans les églises de Börje et Viksta en Uppland, ainsi qu'Enånger en Hälsingland trois paroisses du diocèse d'Uppsala.
L’intérêt pour Ragnhild comme pour d'autres saint locaux médiévaux renaît après la Réforme luthérienne par le biais de l’engouement général porté aux antiquités nationales suédoises au XVIIe siècle. Dans son cas, la publication de Vitis aquilonia de Johannes Vastovius en 1623 est à l'origine de la réinterprétation de son image dans le sceau de la cité de Södertälje sous la forme de Ragenilda.

## Source
- (sv) Anders Fröjmark, « Ragnhild », Svenskt biografiskt lexikon Swedish Biographical Dictionary, vol. 29 (1995–1997), pp. 613–615.
- (sv) Anteqningar om Svenska quinnor at Projekt Runeberg (Notes sur les femmes suédoises).